# Флоренс (Кентукки)
Флоренс (англ. Florence) — город в округе Бун в штате Кентукки, в США. Основан в 1830 году. Статус города носит с 17 февраля 1860 года. Население по переписи 2022 года составляло более 32 000 человек; 2-й по численности населения город в Северном Кентукки и 8-й — в штате Кентукки; крупнейший город штата, который не является административным центром округа. Является частью агломерации Цинциннати.

## История
Около 1800 года первые европейцы поселились в этом месте, которое первоначально называлось Кроссродс, что в переводе с английского означает «перекресток». Своё название поселение получило из-за соединения дорог из Берлингтона и Юниона с Ридж-роуд. В 1816 году здесь была основана первая школа. В 1821 году Томас Мэдден, адвокат из Ковингтона, приобрёл в этом месте большую ферму. Его действия послужили основанием для принятия общиной городской хартии. Посёлок был переименован в Мэддентаун и нанесён на карту как город. Однако всего через год он был продан Джейкобу Коннеру, который переименовал его в Коннерсвилл. В 1830 году городской совет обратился к губернатору с просьбой открыть здесь почтовое отделение, что потребовало смены названия, потому что в округе Харрисон уже был другой город с названием Коннерсвилл. Горожане выбрали новое название — Флоренс. По преданию, так звали жену Джейкоба Коннера. В следующем году в городе открыли почтовое отделение уже под этим названием. Некоторое время город называли Стрингтауном.
В 1835 году была построена первая городская церковь; снесена в 1964 году. Во время Гражданской войны в ней располагался госпиталь. В 1851 году во Флоренсе была построена первая ратуша. Сегодня в этом здании находится юридическая фирма. В 1855 году здесь появился филиал баптистской церкви. Во время Гражданской войны в 1862 году бои шли в окрестностях города. Большой отряд Конфедерации под командованием бригадного генерала Генри Хета, основные силы которого находились в Коринте и у Снежного пруда недалеко от Уолтона, совершил набег на несколько охранных постов армии Союза возле городской церкви.
В 1869 году во Флоренс была основана торговая палата. Начиная с 1896 года Ассоциация северных сельскохозяйственных ярмарок ежегодно проводила в городе четырёхдневную осеннюю ярмарку. В 1904 году здесь был основан городской банк, который три года спустя стал ареной револьверной дуэли в стиле вестерна. Джон Микс, которого только что уволили с поста городского маршала, во время ожесточенного спора застрелил своего преемника Джеймса Альберта Клаттербэка.
В 1917 году во Флоренсе появилось  электричество; в 1926 году в городе наладили газоснабжение. И только в 1931 году здесь появились полноценный водопровод и канализационная система, а позднее и первая пожарная часть. Строительство объездной дороги в 1941 году снизило транспортную нагрузку на улицы города. После окончания Второй мировой войны между Флоренсом и аэропортом Цинциннати была проложена автомагистраль.
В 1958 году город был классифицирован как «город третьего класса» с населением около 8 000 человек. Вскоре после этого Промышленный фонд Северного Кентукки создал во Флоренсе промышленный парк, который обеспечил местное население работой. В 1959 году на ипподроме Латония был открыт ипподром для скачек на чистокровных лошадях, который в 1985 году был переименован в Терфвей-Парк. В 1973 году в городе построили первый торговый центр «Florence Y’all». В 1979 году здесь открылась больница Бут, позже переименованная в Сент-Люк-Уэст. Год спустя Флоренс отпраздновал свое 150-летие торжественным мероприятием, которое позднее стало ежегодным фестивалем «Florence Y’all».
В 1986 — 1987 году город приобрел два более больших участка земли для нынешнего Правительственного центра, строительство которого началось только в 1996 году и завершилось через два года, а также землю под природный парк Флоренса, чтобы превратить её в местную зоны отдыха. В начале 1990-х годов в рамках административной реформы количество мест в городском совете было сокращено вдвое до шести человек.

## География
Флоренс расположен в восточной части округа Бун. По данным Бюро переписи населения США, город имеет общую площадь 26,8 км², из которых 26,7 км² занимает суша и 0,1 км², или 0,43%, — вода.

## Население
По данным Бюро переписи населения США 2000 года во Флоренсе проживало 23 551 человек и 6 073 семьи, насчитывалось 9 640 домохозяйств. Плотность населения составила 921,1 чел./км². Насчитывалось 10 322 единиц жилья. Расовый состав населения был следующим: евроамериканцы 80% , афроамериканцы 10%, коренные американцы 0,14%, азиаты 4%, жители островов Тихого океана 0,06%, представители других рас 1%  и представителей двух или более рас 3%. Латиноамериканцы или латиноамериканцы любой расы составляли 8% населения.
Из 9 640 домохозяйств 32,1% имели детей в возрасте до 18 лет, проживающих с ними, 46,2% составляли супружеские пары, живущие вместе, 12,8% были одинокими женщинами и 37% не были семьями. 30,2% всех домохозяйств состояли из отдельных лиц, в 11,1% проживали одинокие люди в возрасте 65 лет и старше. Средний размер домохозяйства составлял 2,41 человека, средний размер семьи — 3,03 человека.
23,7% населения было моложе 18 лет, 10,7% от 18 до 24 лет, 33% от 25 до 44 лет, 19,6% от 45 до 64 лет и 16,2% представляли люди старше 65 лет. Средний возраст составил 33 года. На каждые 100 женщин приходилось 90,4 мужчин. На каждые 100 женщин в возрасте 18 лет и старше приходилось 86,7 мужчин. Средний доход домохозяйства в городе составлял 57 348 доллара США, а средний доход семьи — 52 160 долларов США. Средний доход мужчин, работающих полный рабочий день, составлял 36 677  долларов США против 26 323 долларов США у женщин. Доход на душу населения в городе составил 31 588 долларов США. Около 8,1% семей и 8,5% населения находились за чертой бедности, в том числе 11,5% лиц в возрасте до 18 лет и 14% лиц в возрасте 65 лет и старше.

## Экономика
Главными работодателями в городе являются компании Медицинская служба Святой Елизаветы, Школьный округ округа Бун, Robert Bosch, SWECO, Meritor, Eagle Manufacturing, Walmart, Costco Wholesale и городская администрация. Крупнейшие работодатели в некорпоративных регионах с адресами во Флоренсе включают Celanese, Citigroup, Crane Composites, DRS, Duro Bag Mfg, Givaudan, Kellogg's, Mubea, RR Donnelley, Schwan's, Staples и Taylor & Francisco. Компании, базирующиеся во Флорансе, включают Kona Ice.

## Культура
Город прежде всего известен в близлежащих районах благодаря водонапорной башне с надписью «Florence Y’all» — «Флоренс, ты всё». Построенная в 1974 году, башня изначально рекламировала многообещающий торговый центр «Florence Mall» в рамках соглашения с застройщиками торгового центра, которые пожертвовали землю для башни. Торговый центр ещё не был построен, когда обнаружилось, что башня мешает дорожному движению. Город был вынужден перестроить её в короткие сроки. Вместо того, чтобы перекрашивать всю башню, власти просто закрасили две вертикальные линии буквы «М», чтобы создать букву «Y». Намерение состояло в том, чтобы вернуть букву обратно, когда торговый центр будет построен, но местным жителям так понравился лозунг на башне, что город решил оставить всё как есть.
Во Флоренсе находится штаб независимой бейсбольной команды низшей лиги Florence Y'alls. Домашним стадионом клуба является городской стадион Томаса Мора, который был предоставлен команде сразу после завершения его строительства в 2004 году.
Все учебные заведения во Флоренсе входят в Школьный округ округа Бун. Кампус Общественного и технического колледжа Гейтуэй расположен к югу от города. Во Флоренсе действует библиотека, входящая в сесть Публичных библиотек округа Бун.